# Lyon (quận)
Quận Lyon là một quận của Pháp, nằm ở tỉnh Rhône, trong vùng Rhône-Alpes. Quận này có 43 tổng và 162 xã.

## Các đơn vị hành chính

### Các tổng
Các tổng của quận Lyon là: 
1. L'Arbresle
2. Bron
3. Caluire-et-Cuire
4. Condrieu
5. Décines-Charpieu
6. Écully
7. Givors
8. Irigny
9. Limonest
10. Lyon-I
11. Lyon-II
12. Lyon-III
13. Lyon-IV
14. Lyon-IX
15. Lyon-V
16. Lyon-VI
17. Lyon-VII
18. Lyon-VIII
19. Lyon-X
20. Lyon-XI
21. Lyon-XII
22. Lyon-XIII
23. Lyon-XIV
24. Meyzieu
25. Mornant
26. Neuville-sur-Saône
27. Oullins
28. Rillieux-la-Pape
29. Sainte-Foy-lès-Lyon
30. Saint-Fons
31. Saint-Genis-Laval
32. Saint-Laurent-de-Chamousset
33. Saint-Priest
34. Saint-Symphorien-d'Ozon
35. Saint-Symphorien-sur-Coise
36. Tassin-la-Demi-Lune
37. Vaugneray
38. Vaulx-en-Velin
39. Vénissieux-Nord
40. Vénissieux-Sud
41. Villeurbanne-Centre
42. Villeurbanne-Nord
43. Villeurbanne-Sud

### Các xã
Các xã của quận Lyon, và mã INSEE là: 
| 1. Albigny-sur-Saône (69003)            | 2. Ampuis (69007)                      | 3. Aveize (69014)                       | 4. Bessenay (69021)                       |
| 5. Bibost (69022)                       | 6. Brignais (69027)                    | 7. Brindas (69028)                      | 8. Bron (69029)                           |
| 9. Brullioles (69030)                   | 10. Brussieu (69031)                   | 11. Bully (69032)                       | 12. Cailloux-sur-Fontaines (69033)        |
| 13. Caluire-et-Cuire (69034)            | 14. Chambost-Longessaigne (69038)      | 15. Champagne-au-Mont-d'Or (69040)      | 16. Chaponnay (69270)                     |
| 17. Chaponost (69043)                   | 18. Charbonnières-les-Bains (69044)    | 19. Charly (69046)                      | 20. Chassagny (69048)                     |
| 21. Chasselay (69049)                   | 22. Chassieu (69271)                   | 23. Chaussan (69051)                    | 24. Chevinay (69057)                      |
| 25. Civrieux-d'Azergues (69059)         | 26. Coise (69062)                      | 27. Collonges-au-Mont-d'Or (69063)      | 28. Colombier-Saugnieu (69299)            |
| 29. Communay (69272)                    | 30. Condrieu (69064)                   | 31. Corbas (69273)                      | 32. Courzieu (69067)                      |
| 33. Couzon-au-Mont-d'Or (69068)         | 34. Craponne (69069)                   | 35. Curis-au-Mont-d'Or (69071)          | 36. Dardilly (69072)                      |
| 37. Dommartin (69076)                   | 38. Duerne (69078)                     | 39. Décines-Charpieu (69275)            | 40. Feyzin (69276)                        |
| 41. Fleurieu-sur-Saône (69085)          | 42. Fleurieux-sur-l'Arbresle (69086)   | 43. Fontaines-Saint-Martin (69087)      | 44. Fontaines-sur-Saône (69088)           |
| 45. Francheville (69089)                | 46. Genas (69277)                      | 47. Genay (69278)                       | 48. Givors (69091)                        |
| 49. Grigny (69096)                      | 50. Grézieu-la-Varenne (69094)         | 51. Grézieu-le-Marché (69095)           | 52. Haute-Rivoire (69099)                 |
| 53. Irigny (69100)                      | 54. Jonage (69279)                     | 55. Jons (69280)                        | 56. L'Arbresle (69010)                    |
| 57. La Chapelle-sur-Coise (69042)       | 58. La Mulatière (69142)               | 59. La Tour-de-Salvagny (69250)         | 60. Larajasse (69110)                     |
| 61. Lentilly (69112)                    | 62. Les Chères (69055)                 | 63. Les Haies (69097)                   | 64. Les Halles (69098)                    |
| 65. Limonest (69116)                    | 66. Lissieu (69117)                    | 67. Loire-sur-Rhône (69118)             | 68. Longes (69119)                        |
| 69. Longessaigne (69120)                | 70. Lyon (69123)                       | 71. Marcilly-d'Azergues (69125)         | 72. Marcy-l'Étoile (69127)                |
| 73. Marennes (69281)                    | 74. Messimy (69131)                    | 75. Meys (69132)                        | 76. Meyzieu (69282)                       |
| 77. Millery (69133)                     | 78. Mions (69283)                      | 79. Montagny (69136)                    | 80. Montanay (69284)                      |
| 81. Montromant (69138)                  | 82. Montrottier (69139)                | 83. Mornant (69141)                     | 84. Neuville-sur-Saône (69143)            |
| 85. Nuelles (69144)                     | 86. Orliénas (69148)                   | 87. Oullins (69149)                     | 88. Pierre-Bénite (69152)                 |
| 89. Poleymieux-au-Mont-d'Or (69153)     | 90. Pollionnay (69154)                 | 91. Pomeys (69155)                      | 92. Pusignan (69285)                      |
| 93. Quincieux (69163)                   | 94. Rillieux-la-Pape (69286)           | 95. Riverie (69166)                     | 96. Rochetaillée-sur-Saône (69168)        |
| 97. Rontalon (69170)                    | 98. Sain-Bel (69171)                   | 99. Saint-André-la-Côte (69180)         | 100. Saint-Andéol-le-Château (69179)      |
| 101. Saint-Bonnet-de-Mure (69287)       | 102. Saint-Clément-les-Places (69187)  | 103. Saint-Cyr-au-Mont-d'Or (69191)     | 104. Saint-Cyr-sur-le-Rhône (69193)       |
| 105. Saint-Didier-au-Mont-d'Or (69194)  | 106. Saint-Didier-sous-Riverie (69195) | 107. Saint-Fons (69199)                 | 108. Saint-Genis-Laval (69204)            |
| 109. Saint-Genis-l'Argentière (69203)   | 110. Saint-Genis-les-Ollières (69205)  | 111. Saint-Germain-au-Mont-d'Or (69207) | 112. Saint-Germain-sur-l'Arbresle (69208) |
| 113. Saint-Jean-de-Touslas (69213)      | 114. Saint-Julien-sur-Bibost (69216)   | 115. Saint-Laurent-d'Agny (69219)       | 116. Saint-Laurent-de-Chamousset (69220)  |
| 117. Saint-Laurent-de-Mure (69288)      | 118. Saint-Laurent-de-Vaux (69221)     | 119. Saint-Martin-en-Haut (69227)       | 120. Saint-Maurice-sur-Dargoire (69228)   |
| 121. Saint-Pierre-de-Chandieu (69289)   | 122. Saint-Pierre-la-Palud (69231)     | 123. Saint-Priest (69290)               | 124. Saint-Romain-au-Mont-d'Or (69233)    |
| 125. Saint-Romain-en-Gal (69235)        | 126. Saint-Romain-en-Gier (69236)      | 127. Saint-Sorlin (69237)               | 128. Saint-Symphorien-d'Ozon (69291)      |
| 129. Saint-Symphorien-sur-Coise (69238) | 130. Sainte-Catherine (69184)          | 131. Sainte-Colombe (69189)             | 132. Sainte-Consorce (69190)              |
| 133. Sainte-Foy-l'Argentière (69201)    | 134. Sainte-Foy-lès-Lyon (69202)       | 135. Sarcey (69173)                     | 136. Sathonay-Camp (69292)                |
| 137. Sathonay-Village (69293)           | 138. Savigny (69175)                   | 139. Simandres (69295)                  | 140. Solaize (69296)                      |
| 141. Soucieu-en-Jarrest (69176)         | 142. Sourcieux-les-Mines (69177)       | 143. Souzy (69178)                      | 144. Sérézin-du-Rhône (69294)             |
| 145. Taluyers (69241)                   | 146. Tassin-la-Demi-Lune (69244)       | 147. Ternay (69297)                     | 148. Thurins (69249)                      |
| 149. Toussieu (69298)                   | 150. Trèves (69252)                    | 151. Tupin-et-Semons (69253)            | 152. Vaugneray (69255)                    |
| 153. Vaulx-en-Velin (69256)             | 154. Vernaison (69260)                 | 155. Villechenève (69263)               | 156. Villeurbanne (69266)                 |
| 157. Vourles (69268)                    | 158. Vénissieux (69259)                | 159. Yzeron (69269)                     | 160. Échalas (69080)                      |
| 161. Écully (69081)                     | 162. Éveux (69083)                     |                                         |                                           |